# Kike Suero
Alejandro Jaime Suero Pretto (Callao, 4 de diciembre de 1968), conocido por su nombre artístico Kike Suero, es un comediante e imitador peruano, que ha desarrollado su carrera artística en diferentes programas humorísticos de su país.

## Trayectoria
Tras concluir sus estudios escolares, Suero trabajó al lado del fallecido comediante Héctor Chavarria «Loncherita» en el mercado de su zona, realizando diferentes espectáculos con monólogos y chistes.
Tiempo después, comienza una carrera artística como cómico ambulante en la Plaza San Martín allá por el año 1996 de la mano de Juan Castellanos «Tripita», quién sería su mentor en sus inicios.[cita requerida]
Debido a su desempeño como comediante, Suero se incursiona por primera vez en la televisión participando en un programa humorístico bajo el nombre de Los reyes de la risa por la televisora Red Global en 1998 y compartió escena junto a otros humoristas, sin conseguir el éxito. Tiempo después, fue invitado al programa talk show Mónica del canal Panamericana Televisión, con la conducción de la periodista Mónica Zevallos[cita requerida], quién ayudaría a él y sus compañeros por completo, para que en el año 1999 salta a la fama incorporándose al espacio cómico Los ambulantes de la risa, con el mismo formato de su programa antecesor y la dirección del productor de televisión Efraín Aguilar Pardavé. Uno de los segmentos más recordados en el dicho espacio fue en «Las hermanas Caraju», donde haría el papel de Olivia y compartió escena junto a Danny Rosales y «Loncherita»[cita requerida] que años más tarde, se presentaría con éste primero en el teatro en el año 2023.
Tras el final del espacio en el año 2000, Suero se retira de su faceta de cómico ambulante, para que en años después, sea parte del elenco del programa humorístico Recargados de risa por el canal América Televisión en el 2005 y comenzó a imitar a celebridades del espectáculo nacionales e internacionales, siendo la bailarina Pachi Valle-Riestra y el vocalista de la banda de rock Guns N'Roses, el cantante Axl Rose, algunas de sus imitaciones. 
En el 2007, fue incluido al reparto de la teleserie peruana Rita y yo con el papel de Pedro Pérez, quién sería el asesor del antagonista Gustavo Palmer (interpretado por el actor László Kovacs).[cita requerida] Además, lanzó su primer unipersonal bajo el nombre de Un cachudo en Miraflores en el año 2011 y se sumó al programa humorístico El reventonazo de la chola en el año 2015 por varias temporadas. Además fue coconductor del magacín Lima limón al lado de Johanna San Miguel en el año 2011 bajo su personaje distinto.
En 2012 participó en el especial Los cuatro fantásticos del humor junto a otras figuras cómicas como Miguel Barraza, Manolo Rojas y Gordo Casaretto.
En 2015 tuvo una breve participación para Versus espectacular, derivativo de Esto es guerra. Tras ponerle pausa a su carrera en la televisión, Suero lanzó su propia programa por la plataforma YouTube con el nombre de Suero para reír en 2021 y tuvo una participación especial en el espacio humorístico JB en ATV en 2023.
Además, condujo el programa cómico radial El super show de la Karibeña por la emisora Radio Karibeña al lado de Miguel Moreno.
En marzo de 2023, Suero anunció como imagen principal del regreso de Los ambulantes de la risa por la señal de Panamericana Televisión que semanas después, se convertiría en segmento del programa televisivo Porque hoy es sábado con Andrés, trasmitido por la misma televisora, la cual presentaron el sketch «Qué tal showngo». Sin embargo, debido a los comentarios del comediante Alonso Gonzáles «Pompin» y los problemas internos que tuvo dentro del canal, su programa fue cancelado a una semana de haberse estrenado. En abril de 2023, se anunció la continuación de Los ambulantes emitido en la programación local de Panamericana. Al mes siguiente, se dio su incorporación al otro formato Esto es humor para Viva TV compartiendo al lado de sus excolegas Mondonguito y Edwin Aurora.[cita requerida]
En 2024 Suero fue convocado nuevamente por El reventonazo de la chola tras un año y medio de ausencia.

## Vida personal
Alejandro Jaime Suero Pretto nació el 4 de diciembre de 1968 en el distrito del Callao de la provincia homónima, proveniente de una familia de clase humilde.[cita requerida] Cursó sus estudios escolares en el Colegio Santa Rosa, en su ciudad natal.[cita requerida]
En la actualidad, es padre de 9 hijos.[cita requerida]

## Créditos

### Televisión
| Año       | Título                           | Papel                                                     | Emisión                 | Ref.             |
| --------- | -------------------------------- | --------------------------------------------------------- | ----------------------- | ---------------- |
| 1998-1999 | Los reyes de la risa             | Comediante                                                | Red Global              | [cita requerida] |
| 1999-2000 | Los ambulantes de la risa        | Comediante                                                | Panamericana Televisión | [ 31 ] [ 32 ]    |
| 2003-2004 | A reir                           | Comediante                                                | Red Global              | [cita requerida] |
| 2006-2011 | Recargados de risa               | Comediante e imitador                                     | América Televisión      | [ 7 ] [ 33 ]     |
| 2007      | Rita y yo                        | Pedro Pérez                                               | América Televisión      | [cita requerida] |
| 2011      | Lima limón                       | Copresentador                                             | América Televisión      | [ 34 ]           |
| 2011-2012 | Risas de América                 | Comediante e imitador                                     | América Televisión      | [cita requerida] |
| 2012      | Los cuatro fantásticos del humor | Comediante                                                | Frecuencia Latina       |                  |
| 2014      | Humor.com                        | Comediante e imitador                                     | RBC Televisión          | [ 35 ] [ 36 ]    |
| 2015      | Versus espectácular              | Copresentador y comediante                                | América Televisión      | [ 37 ] [ 38 ]    |
| 2015-2020 | El reventonazo de la chola       | Comediante e imitador                                     | América Televisión      | [ 16 ]           |
| 2016      | El gran show                     | Participante (Eliminado)                                  | América Televisión      | [ 39 ]           |
| 2018      | Los reyes del playback           | Participante                                              | Latina Televisión       | [ 40 ]           |
| 2019      | Al sexto día                     | Colaborador                                               | Panamericana Televisión | [cita requerida] |
| 2023      | Porque hoy es sábado con Andrés  | Comediante invitado (Segmento: Los ambulantes de la risa) | Panamericana Televisión | [ 23 ]           |
| 2023      | JB en ATV                        | Comediante e imitador                                     | ATV                     | [ 41 ] [ 21 ]    |
| 2023      | Esto es humor                    | Comediante y presentador                                  | Viva TV                 | [ 42 ]           |

### YouTube
| Año           | Título          | Papel       | Ref.   |
| ------------- | --------------- | ----------- | ------ |
| 2021-presente | Suero para reír | Presentador | [ 43 ] |

### Radio
| Año       | Título                       | Papel   | Emisora        | Ref.   |
| --------- | ---------------------------- | ------- | -------------- | ------ |
| 2021-2022 | El super show de la Karibeña | Locutor | Radio Karibeña | [ 22 ] |